# (8230) Perona
(8230) Perona est un astéroïde de la ceinture principale.

## Description
(8230) Perona est un astéroïde de la ceinture principale. Il fut découvert le 8 octobre 1997 à Stroncone par l'Observatoire astronomique Santa Lucia de Stroncone. Il présente une orbite caractérisée par un demi-grand axe de 2,23 UA, une excentricité de 0,23 et une inclinaison de 2,5° par rapport à l'écliptique.

## Compléments